# Řád svatého Silvestra
Řád svatého Silvestra (latinsky Ordo Sancti Silvestri Papae, italsky Ordine di San Silvestro Papa) je papežské vyznamenání za zásluhy o Svatý stolec, určené laikům a to jak katolíkům, tak i pravoslavným, protestantům a dokonce i muslimům a židům. V hierarchii papežských řádů je nejnižší.

## Historie
Založil jej roku 1841 papež Řehoř XVI. na základě staršího Řádu zlaté ostruhy, který byl degradován přílišným udílením. Proto omezil počet členů na 150 komandérů a 300 rytířů. Roku 1905 papež Pius X. řád reorganizoval a rozdělil jej do čtyř tříd:
- rytíř - velkokříž
- rytíř komandér s hvězdou
- rytíř komandér
- rytíř

Odznakem řádu je zlatý, bíle emailovaný kříž, na němž je zlatý portrét papeže Silvestra I. Řádová stuha je černá s třemi červenými proužky.
Rytíři civilního stavu mohou nosit řádovou uniformu, černý frak zlatě lemovaný a vyšívaný s, černý dvourohý klobouk s papežskou kokardou a kord; rytíři stavu vojenského řádový kříž zavěšují na svou služební uniformu. Členky řádu uniformu nenosí. V poslední době se však zejména v anglosaském světě objevují (po vzoru Řádu Božího hrobu) pláště dam sv. Silvestra, které jsou černé a na levé straně hrudi nesou vyobrazení řádového kříže.

## Galerie

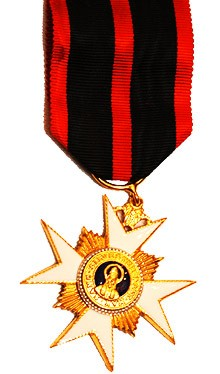
Rytířský kříž řádu sv. Sylvestra (1841)
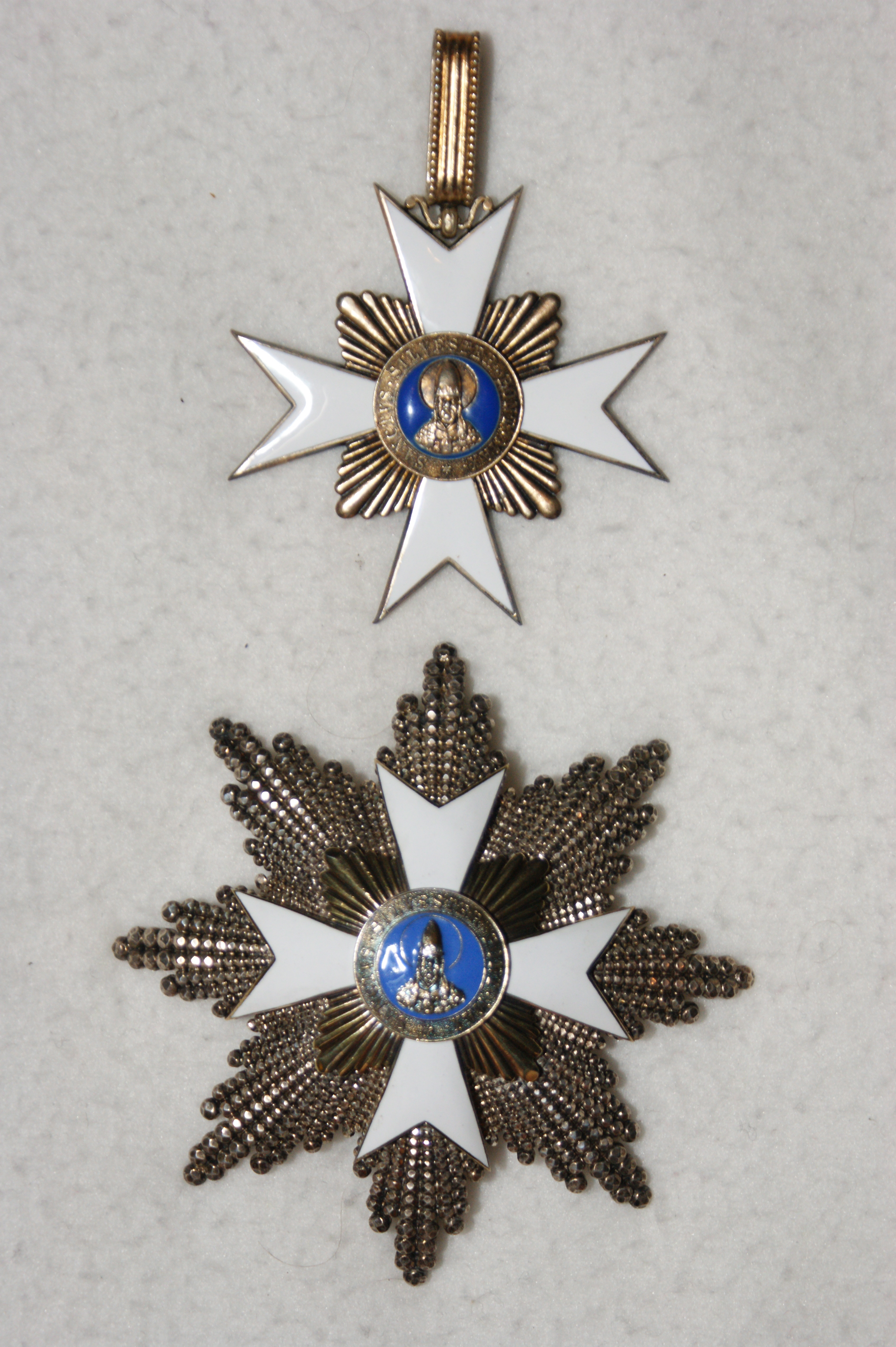
Odznak komtura s hvězdou

## Českoslovenští a čeští držitelé řádu
- František Blažek
- Zdirad J. K. Čech[3][4]
- Jan Čep
- Josef Dočkal, rolník a předseda cukrovaru z Vrbátek (1897)
- Josef Fikejzl[5]
- František Havelka
- Jiří Kejř[6]
- Ivan Párkányi
- Petr Řehoř[7]
- Jan Scheinost
- František Skopalík
- Wenzel Worowka
- Zdeňka Rybová[8]